# Daria van den Bercken
Daria van den Bercken (Utrecht, 31 augustus 1979) is een Nederlandse pianiste van Russische afkomst.
Zij werd in 1990 toegelaten tot de jong-talent-klas van het Rotterdams Conservatorium. Daar studeerde zij bij Mila Baslawskaja, bij wie zij in 2002 aan het Conservatorium van Amsterdam afstudeerde. Daarnaast studeerde zij bij Naum Grubert, bij Leonard Hokanson en bij Menahem Pressler aan de Indiana University, waar zij haar MM en Performer Diploma for Soloists behaalde.
Van den Bercken maakte in 2007 haar debuut bij het Rotterdams Philharmonisch Orkest o.l.v. Joann Falletta met het pianoconcert van Clara Schumann. Zij werd het jaar daarop opnieuw uitgenodigd voor Mozarts pianoconcert in C, KV 467 o.l.v. chef-dirigent Yannick Nézet-Séguin. In 2009 speelde zij een derde keer met dit orkest, ditmaal de Oiseaux Exotiques van Olivier Messiaen. Zij soleerde verder o.a. met Radio France Philharmonique o.l.v. Ton Koopman, het Seoul Philharmonic Orchestra o.l.v. Stefan Asbury, het Noord Nederlands Orkest, Philharmonie ZuidNederland, het Residentie Orkest, het Radio Filharmonisch Orkest, en zij was Artist-in-Residence bij het Los Angeles Chamber Orchestra.
Daria van den Bercken specialiseert zich in onder meer in barokmuziek op de moderne piano, zoals de zelden gespeelde klaviermuziek van Georg Friedrich Händel, die zij propageerde met opvallende acties, zoals huisconcerten in Amsterdam en een concert in São Paulo in de zomer van 2012, waarbij zij met haar concertvleugel aan een hijskraan hing. Zij zet zich graag in voor minder bekende muziek van componisten als C.P.E. Bach, Clara Schumann, en Lili Boulanger.     
Daria heeft vier albums op haar naam staan, waarvan een bij Cobra Records, en drie bij Sony Classical.      

## Activiteiten
In 2014 trad Daria op tijdens TEDSalon Berlin. Haar TED-talk heeft inmiddels meer dan een miljoen views en werd dat jaar gekozen tot een van de "Top Ten Picks of the Year".
In 2016 richtte Daria de Keys to music Foundation op, een stichting die zich ten doelt stelt een breed publiek voor klassieke muziek te bereiken. In 2021 organiseerde de stichting de eerste editie van de Piano Biënnale in de steden Arnhem en Nijmegen in nauwe samenwerking met Musis Arnhem en Concertgebouw De Vereeniging Nijmegen. Op dit festival is de piano de spil in samenwerking met verschillende kunstvormen en artiesten. Op de eerste editie traden onder anderen dansgezelschap Introdans, Phion, Amsterdam Sinfonietta, pianisten Boris Giltburg, Pavel Kolesnikov, Einav Yarden, Tamara Stefanovich, schrijfster Joke van Leeuwen, violist Anthony Marwood, altvioliste Jennifer Stumm en cellist Jakob Koranyi op.

## Opinie
In maart 2021 schreef Daria een open brief aan demissionair premier Mark Rutte waarin zij de regering opriep meer aandacht te besteden aan kunst en cultuur. Deze brief die viral ging, evenals twee volgende opiniestukken, werden gepubliceerd in Het Parool. In juli 2021 verscheen een vierde opiniestuk, ditmaal met focus op cultuuronderwijs, in Trouw.

## Prijzen
Daria van den Bercken won in haar jeugd eerste prijzen op op het nationale Prinses Christina Concours, alsmede op het Steinway Concours en het concours van de Stichting Jong Muziektalent Nederland. In maart 2005 was ze prijswinnares op het Vriendenkransconcours van het Concertgebouw in Amsterdam, en in 2006 won zij de Debuut Publieksprijs naar aanleiding van de nationale serie Het Debuut. Zij won deze in 2008 opnieuw, ditmaal met het trio Strobos-Van den End-Van den Bercken.
In 2012 ontving Daria de Amsterdamprijs voor de Kunst, een van de meest prestigieuze prijzen van de hoofdstad. In 2018 werd Daria's album Domenico Scarlatti and Daria van den Bercken genomineerd voor de Edison Publieksprijs.

## Discografie
| Album met eventuele hitnotering(en) in de Nederlandse Album Top 100 | Datum van verschijnen | Datum van binnenkomst | Hoogste positie | Aantal weken | Opmerkingen |
| ------------------------------------------------------------------- | --------------------- | --------------------- | --------------- | ------------ | ----------- |
| Domenico Scarlatti and Daria van den Bercken: EP                    | 2017                  | 29-09-2017            |                 |              |             |
| Händel: Klaviersuiten                                               | 2016                  | 26-08-2016            |                 |              |             |
| Keys to Mozart                                                      | 2015                  | 21-02-2015            | 18              | 4            |             |
| George Frideric Händel - Suites for Keyboard                        | 2012                  | 03-11-2012            | 23              | 7            |             |